# Ветлянка (Оренбургская область)
Ветлянка — село в Соль-Илецком районе Оренбургской области России. Административный центр и единственный населённый пункт Ветлянского сельсовета.

## География
Село расположено на правом берегу реки Илек в 17 км к юго-западу от г. Соль-Илецк.

## Население
| 2010 | 2012 | 2013 | 2014 |
| ---- | ---- | ---- | ---- |
| 999  | ↘977 | →977 | ↗979 |

## История
Ветлянский посёлок основан в 1819 году оренбургскими, красноуфимскими и пермскими казаками,входил в Богуславскую станицу Оренбургского казачьего Войска, был переобразован в село Ветлянка.